# Pirana (dessinateur)
Pirana de son vrai nom Leon Van De Velde, né le 9 février 1947 à Zele (province de Flandre-Orientale) et mort le 19 janvier 2020 dans la même commune, est un dessinateur de presse et auteur de bande dessinée belge néerlandophone.

## Biographie
Leon Van De Velde naît le 9 février 1947 à Zele,,.
Pirana commence professionnellement comme parqueteur. Pendant son temps libre, il dessine et publie dans de petits magazines. À partir de 1967, il envoie des dessins au journal Het Volk. Il publie dans De Voorpost (à ne pas confondre avec le groupe d'extrême-droite du même nom. Le slogan était : « Si vous voulez être toujours informé, vous devriez lire l'hebdomadaire De Voorpost »). Il publie dans De Zwijger, Panorama (nl), P-Magazine, The Star, Penthouse et il publie également des caricatures en Allemagne, en Angleterre, aux États-Unis et en Ouganda.
Son pseudonyme est emprunté à une espèce de poisson vorace : le piranha. Pirana est connu pour son style de dessin simple, minimaliste et lâche et son humour macabre et sexiste. Son style est principalement influencé par les dessinateurs du magazine Hara-Kiri.
Pirana publie, entre autres, les bandes dessinées Peli Pelikaan, Les Aventures de Cyriel, Klinske & Co et Cartoons from the Torture Chamber. Il dessine des dessins de presse basés sur des événements actuels, tels que les Jeux Olympiques (1976) et des séries télévisées telles que Racines et Le Riche et le Pauvre. Il n'a pas de véritables personnages réguliers, à l'exception de Madame Dallemans, une dame agressive et fortement bâtie. Il a également réalisé de nombreux dessins dessins de presse sur la sexualité des noirs sous le titre Black love. Il a une préférence pour les femmes noires africaines. Il est également fan de boxe.
Pirana est à plusieurs reprises détenteur du record du monde du dessin de presse le plus long. Il bat ce record pour la première fois le 13 juillet 1975 au Zeelse Kouterfeesten avec un cartoon de 40,90 m, dessiné en 108 minutes. Il continue à améliorer ce record sur différents sites en Belgique et en France. Sa dernière tentative a lieu à Namur au festival des métiers créatifs, et il enregistre 206 m sur la chaîne de montage. Le dessinateur Marec admire l'indépendance de Pirana en tant que dessinateur. Il a une forte influence sur Kim Duchateau.
Il souffre d'un cancer et il opte pour l'euthanasie. Il meurt le 19 janvier 2020 à Zele, à l'âge de 72 ans.

## Œuvres

### Albums de bande dessinée en français
- Femmes, tortures et saloperies[6], Rijperman, coll. « Flamand rigolo », La Haye, 1983
Scénario : Jan Bucquoy - Dessin : Pirana - Couleurs : noir et blanc -  (ISBN 90-671-7012-7)
- L'Amour noir[7], Ansaldi, Bruxelles, 1985
Scénario et dessin : Pirana - Couleurs : noir et blanc

### Illustrations
- Le guide de la Belgique sexy, Bruxelles, Chaud Business, 1995, 345 p., ill. ; 21 cm (OCLC 9782211331555)

### Catalogues d'exposition
- (nl + fr) Wilfried Martens et Carlos Alleene (ill. Pirana), Belgische kartoens [« Cartoons belges »], Knokke-Heist, Matthys, 1981, 214 p., ill. ; 30 cm (OCLC 1119536192)livre publié grâce à la Loterie Nationale belge à l'initiative de l'ASBL Humorstad Knokke-Heist à l'occasion du 20e Salon Mondial du cartoon en 1981.

### Expositions
- Pirana, European Cartoon Center[8], Kruishoutem du 24 janvier au 23 avril 2016.

#### Études
- Thierry Martens et Danny De Laet, Au-delà du septième art : pratique du cartoon en Belgique, Bruxelles, Ministères des Affaires étrangères, du Commerce extérieur et de la Coopération au développement de Belgique, coll. « Chroniques belges » (no 320), 1979, 110 p., ill. ; 22 cm (présentation en ligne).
- Danny De Laet et Yves Varende, Au-delà du septième art : histoire de la bande dessinée belge, Bruxelles, Ministère des affaires étrangères, du commerce extérieur et de la coopération au développement, coll. « Chroniques belges » (no 322), 1979, 302 p., ill. ; 22 cm (OCLC 301693218, lire en ligne).

#### Livres
: document utilisé comme source pour la rédaction de cet article.
- Philippe Mellot, Michel Denni, Laurent Turpin et Isabelle Morzadec, Trésors de la bande dessinée : BDM 2023-2024 - Catalogue encyclopédique et Argus, Paris, Les Arènes, novembre 2022, 23e éd., 1677 p., ill. ; 23 cm (ISBN 9791037507280, OCLC 1351462460, présentation en ligne), p. 63, 491. .